# Су-Индол
Индол (Мокрый Индол, Су-Индо́л, Малый Индол; укр. Су-Индол, крымскотат. Suv İndol, Сув Индол) — река в Белогорском районе Крыма, левый приток реки Мокрый Индол. Длина реки 22 километра, площадь водосборного бассейна 121 км².
Исток реки находится на восточном склоне хребта Кара-Коль Главной гряды Крымских гор, на высоте 750 м, вначале представляя из себя сухой горный овраг. Далее Индол похож на горный ручей с большим падением (общий уклон реки 18,8 м/км), течёт, общим направлением, на север. Питается родниками, также водами из ближних балок и ручьёв.
Притоки: Баймурза, Сазых-Дере, Курты и Орталанка.